# Ліа Мішель

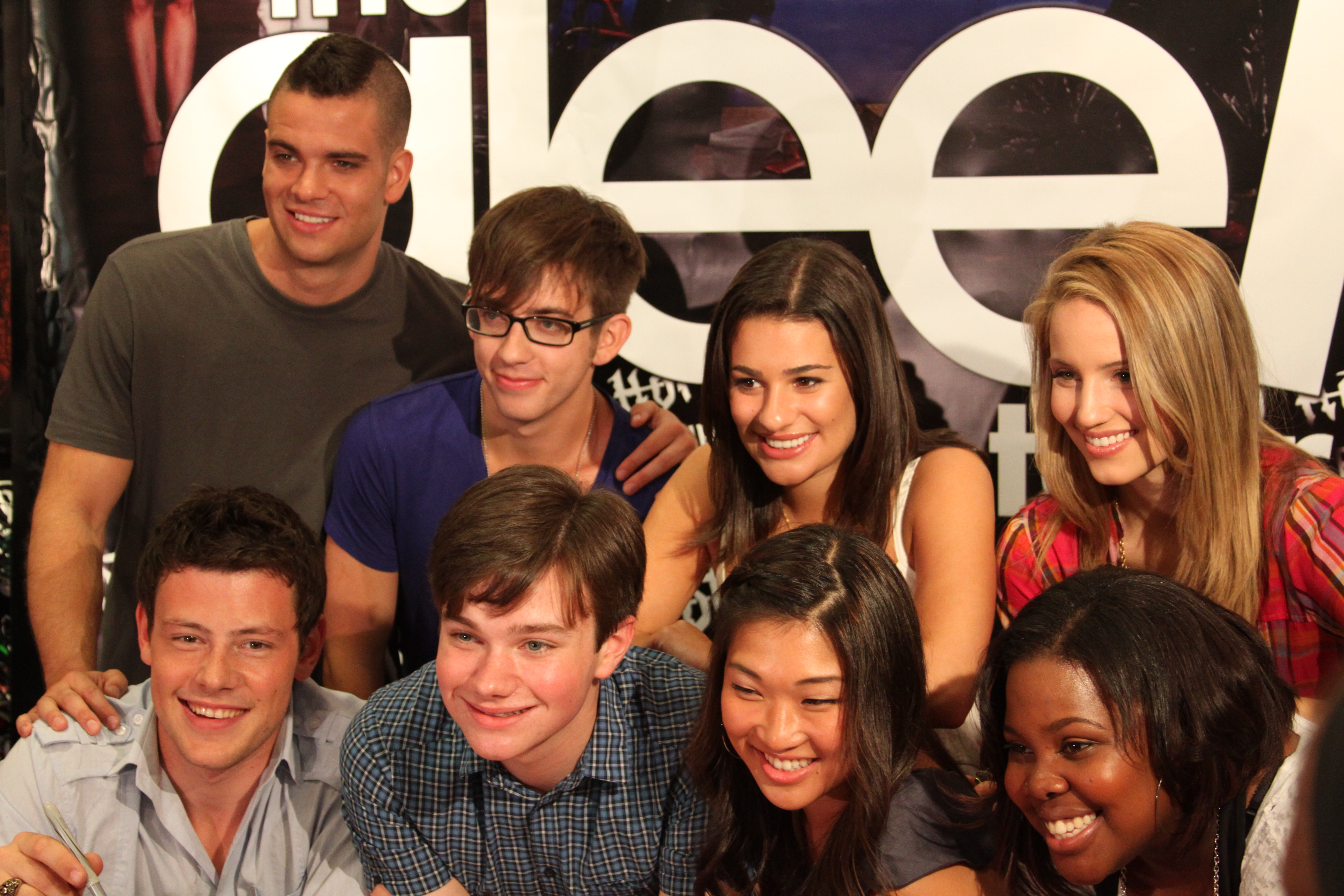
Актори телесеріалу «Хор»

Ліа Мішель Сарфаті (англ. Lea Michele Safrati; нар. 29 серпня 1986, Бронкс, Нью-Йорк) — американська акторка та співачка. Найбільшу популярність здобула завдяки ролі Рейчел Беррі у музичному телесеріалі «Хор». Випустила кілька музичних альбомів, у тому числі дебютний альбом «Louder» (2014).

## Життєпис

### Юність
Народилася в Бронксі, Нью-Йорк, у сім'ї Едіт Сарфаті (американка італійського походження) та Марка Сарфаті (має сефардське єврейське коріння). Акторка зростала у Тенефлай, штат Нью-Джерсі. Навчалася в Stagedoor Manor у Кетскілсі, у центрі навчання сценічного мистецтва. Потім її прийняли у Школу мистецтв Тіша Нью-Йоркського університету, але вона не закінчила навчання, оскільки вирішила продовжувати виступати на сцені.

### Кар'єра
У 8 років Ліа разом з друзями вирушила на відкриті прослуховування до мюзиклів. Вона поставила перед собою мету і досягла свого, отримавши головну роль у бродвейській виставі. Ліа дебютувала на Бродвеї у 1995 році, у нью-йоркській виставі «Les Misérables». Наступною була її роль в оригінальній Бродвейській виставі «Ragtime» в 1998 році.
- У 2004 році бере участь у Бродвейській постановці Fiddler on the Roof.

- У 2006 році акторка виступає у постановці Spring Awakening[en], за яку була номінована на театральну премію «Драма Деск» як видатна акторка у мюзиклі.[6] Незабаром, 18 травня 2008 року вона покинула «Spring Awakening». З 2009 року Ліа знімається у серіалі «Хор» виробництва кінокомпанії Fox, де грає співачку шкільного хору «Нові напрямки» (New Directions) — Рейчел Беррі. Перша серія серіалу стартувала 19 травня 2009 року.

За участь у серіалі Ліа здобула нагороди: Screen Actors Guild Award за видатні виступи на сцені й 2009 році, «Супутник» як найкраща акторка, випередивши таких відомих актрис як Іді Фалко, Тоні Коллетт і Тіна Фей. Вона також була номінована на «Еммі», «Золотий глобус», і Teen Choice Award.
Її кавер-версія пісні групи The All-American Rejects «Gives You Hell» займала перше місце в ірландських чартах і 40 позицію в чарті «US Billboard 200».
У журналі «Тайм» Ліа була в списку «Найвпливовіших людей світу 2010 року» У травні 2010 року сайт AfterEllen.com зробив її шістнадцятою у «Гарячій десятці 2010 року».
Ліа, як співачка, має студійні альбоми «Louder» (3 березня 2014, лейбл: Columbia Records), «Places» (28 квітня 2017, Columbia Records), «Christmas In The City» (25 жовтня 2019, Sony Music Entertainment).

### Особисте життя
Ліа активно бере участь в благодійності, виступає на захист прав тварин. У квітні 2010 року, вона з'явилась на PSA для PETA, виступивши проти використання хутра. У 2008 році була частиною компанії PETA, виступавши з девізом «Відмовся від жорстокості!»
З січня 2012 року до липня 2013 року, Ліа зустрічалася з партнером по серіалу «Хор» Корі Монтейтом.
13 липня 2013 року Монтейт був знайдений мертвим в готелі Pacific Rim Hotel у Ванкувері.
| Ліві лапки | «Ми просимо усіх з повагою ставитися до особистого життя Лії та дотримуватися її приватності в цей складний час», — заявив журналу People представник актриси. | Праві лапки |

Зірка серіалу «Хор» Ліа Мішель вийшла на зв'язок через два тижні після смерті коханого Корі Монтейта. Вона розмістила у своєму мікроблозі їх спільну фотографію і звернулася до шанувальників зі словами вдячності.
| Ліві лапки | «Спасибі велике вам всім за те, що допомагаєте мені пережити ці важкі часи, за вашу безцінну підтримку і любов. Корі назавжди залишиться в моєму серці.» | Праві лапки |

Ліа Мішель зробила свою першу заяву на врученні нагород на «Teen Choice Awards». Це була її перша поява на публіці після смерті її бойфренда. Надягнувши рожеву сукню і відповідні туфлі, а також намисто з написом «Корі», зі сльозами на очах Мішель отримала нагороду за роль Рейчел Беррі в серіалі «Хор».
| Ліві лапки | «Спасибі вам, друзі. Я просто хотіла бути тут сьогодні, щоб особисто подякувати всім вам і сказати всім присутнім, що ваша любов підтримує мене ці останні кілька тижнів", — сказала Мішель на початку своєї промови. «Не те щоб я сумнівалася в тому раніше, але у нас, звичайно, найкращі фанати в світі. Я хочу присвятити цю нагороду Корі. Для всіх вас тих, хто любить Корі — .. Я обіцяю вам, що ми пройдемо через це разом, він був кимось особливим для мене, а також для всього світу, і нам дуже пощастило стати свідками його неймовірного таланту. Його красива посмішка і його гарне, прекрасне серце. Чи знали ви його особисто, чи тільки на екрані, він простягнув руку і став частиною всіх наших сердець. Так що спасибі вам, друзі», — сказала 26-річна Мішель. | Праві лапки |

З 2014 по 2016 рік зустрічалася з моделлю Меттью Петсом (Mathew Paetz).
Незадовго до 30-річчя Мішель діагностували синдром полікістозних яєчників.
- У липні 2017 року з'явилася інформація, що Мішель зустрічається з бізнесменом Зенді Річем. 28 квітня 2018 року, через Instagram пара повідомила про заручення. Акторка одружилася з Зенді 9 березня 2019 року у Північній Каліфорнії.
- 27 квітня 2020 року стало відомо, що подружжя чекає на появу свого первістка. Незабаром, 20 серпня 2020 у пари народився син, якого назвали Евер Лео.

## Фільмографія

### Фільми
| Рік  | Назва                                  | Оригінальна назва                | Роль                      | Примітка              |
| ---- | -------------------------------------- | -------------------------------- | ------------------------- | --------------------- |
| 1998 | Різдвяний вечір Бастера і Чонсі        | Buster & Chauncey's Silent Night | Озвучка різних персонажів |                       |
| 2011 | Хор: Живий концерт у 3D                | Glee: The 3D Concert Movie       | Рейчел Беррі/себе         | Фільм концертів       |
| 2011 | Старий Новий рік                       | New Year's Eve                   | Еліза                     | Кінодебют             |
| 2014 | Легенди з країни Оз: Повернення Дороті | Legends of Oz: Dorothy's Return  | Дороті Ґейл               | Озвучка, головна роль |

### Телебачення
| Рік       | Назва              | Оригінальна назва  | Роль                  | Примітка                                                        |
| --------- | ------------------ | ------------------ | --------------------- | --------------------------------------------------------------- |
| 2000      | Третя зміна        | Third Watch        | Семмі                 | «Spring Forward Fall Back» (1 сезон, 19 епізод)                 |
| 2008      |                    | Around the Block   | Себе                  | Пілотна серія                                                   |
| 2009-2015 | Хор                | Glee               | Рейчел Беррі          | Головна роль                                                    |
| 2010      | Сімпсони           | The Simpsons       | Озвучка, Сара         | «Elementary School Musical» (22 сезон, 1 епізод)                |
| 2011      | Шоу Клівленда      | The Cleveland Show | Озвучка, Рейчел Беррі | «How Do You Solve a Problem Like Roberta?» (2 сезон, 11 епізод) |
| 2012      | Проєкт Хор         | The Glee Project   | Себе                  | Запрошена зірка (2 Сезон, 1 епізод «Individuality»)             |
| 2015      | Королеви Верещання | Scream Queens      | Естер Ульріх          | Головна роль                                                    |